# Lou Scheper-Berkenkamp
Lou Scheper-Berkenkamp, de soltera Hermine Luise Berkenkamp (Wesel, 15 de mayo de 1901-Berlín, 11 de abril de 1976) fue una pintora alemana, diseñadora de colores, autora vanguardista de libros infantiles, ilustradora de cuentos y diseñadora de vestuario.

## Biografía
Lou era hija de Adalbert Berkenkamp (1868-1947) y de Laura Johanna Katharina Darmstädter (1872-1956). Tuvo dos hermanos Alfred (1896-1917) y Walter (1910-1994). Su padre y su tío Heinrich dirigían una fábrica de papel  en Wesel, fundada por su abuelo Heinrich Berkenkamp en 1865.
Tras terminar los estudios de primaria, asistió a una escuela de gramática durante cuatro años y luego pasó al colegio progresista para niñas Viktoria-Schule en Essen. Gracias a la profesora de arte Margarete Schall (1896-1939) que le descubrió su talento para los colores y la pintura. Inicialmente quería estudiar medicina o filología alemana, pero Schall, quien luego se matriculó en la Bauhaus durante un semestre, le sugirió que estudiara en la escuela de arte, ya que era conocida por sus métodos de enseñanza progresista.

## La Bauhaus

Rueda de color Johannes Itten, 1961

Después de graduarse en la escuela secundaria en 1920, Lou Berkenkamp se matriculó en la Bauhaus de Weimar donde estudió con Johannes Itten, Lyonel Feininger, Paul Klee y Georg Muche. Allí conoció a Hinnerk Scheper, un compañero de clase del taller de pintura mural, con quien se casó en Weimar el 24 de diciembre de 1922. Durante los primeros años de su matrimonio vivió en Wese con sus padres y con su hijo Jan Gisbert, nacido en noviembre de 1923. En este periodo creó sus primeras imágenes y diseños.

En 1922 la pareja abandonó la Bauhaus de Weimar y ambos se centraron en el trabajo de sus obras artísticas. En 1925 Hinnerk fue nombrado maestro del taller de pintura mural en la Bauhaus de Dessau y un año después  nació su hija Britta. Tras la marcha del maestro tallador de madera Georg Muche a Berlín en 1927, la familia Scheper pudo mudarse a la casa adosada  que quedaba disponible y Lou pudo trabajar -sin matricularse- en el taller de escenografía  de la Bauhaus bajo la dirección de Oskar Schlemmer a quién  apoyó en un área importante de su trabajo con el desarrollo de vestuario, coreografías, decorados y marionetas para el Ballet Triádico, estrenado en 1922 en Stuttgart, y desarrollado después por Oskar Schlemmer en 1926, con música de Hindemith. Diseñó y dirigió el vestuario y los decorados para las obras de teatro Ojdar y Circus. En 1928 participó en la exposición colectiva Junge Bauhausmaler (Joven pintor de la Bauhaus) en Halle (Sajonia-Anhalt). También creó varios libros infantiles hasta que la pareja dejó Dessau en 1929. La familia Scheper siguió vinculada a la Bauhaus hasta su cierre en 1933 y posteriormente.

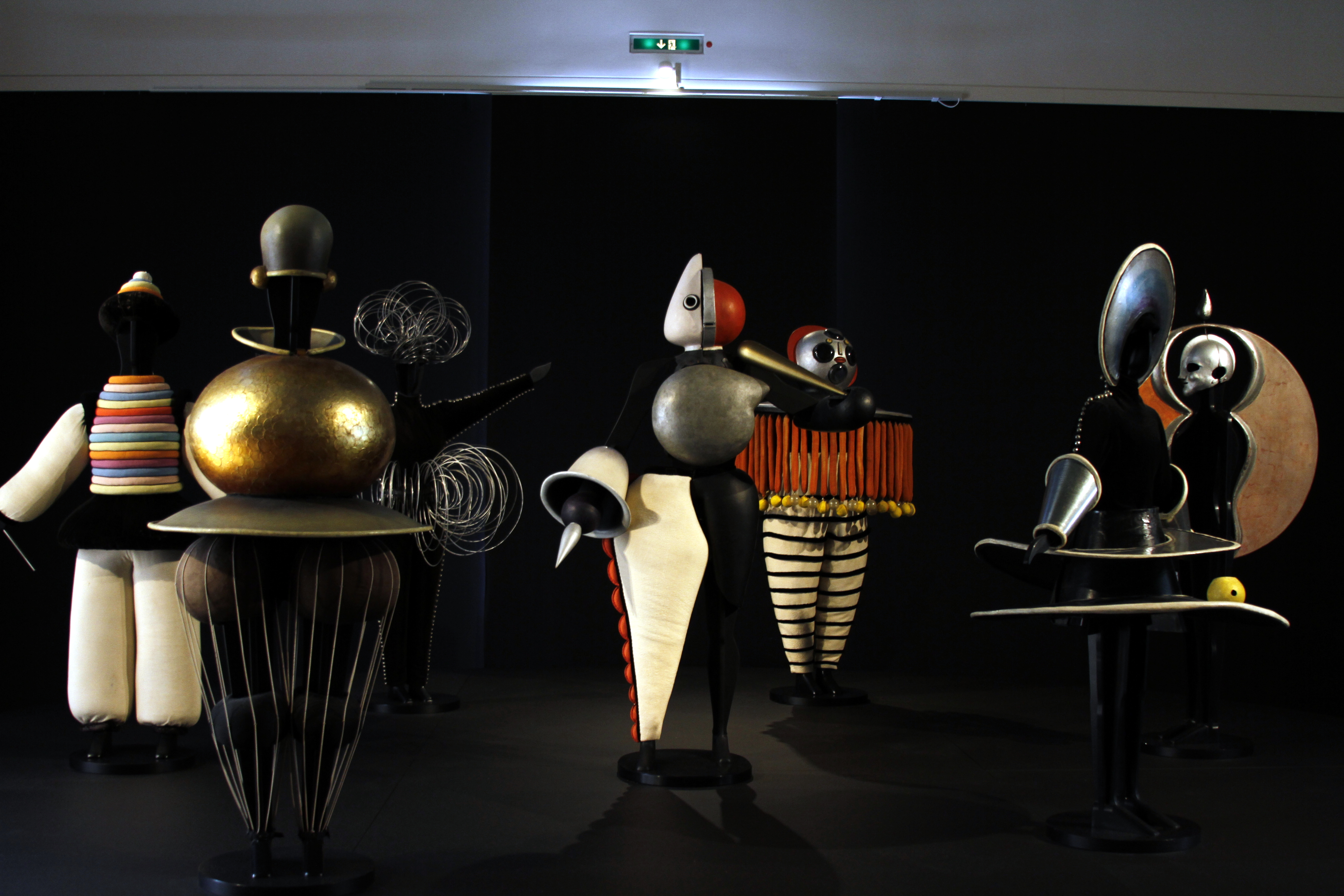
Figuras del Ballet Triádico en la Staatsgalerie Stuttgart
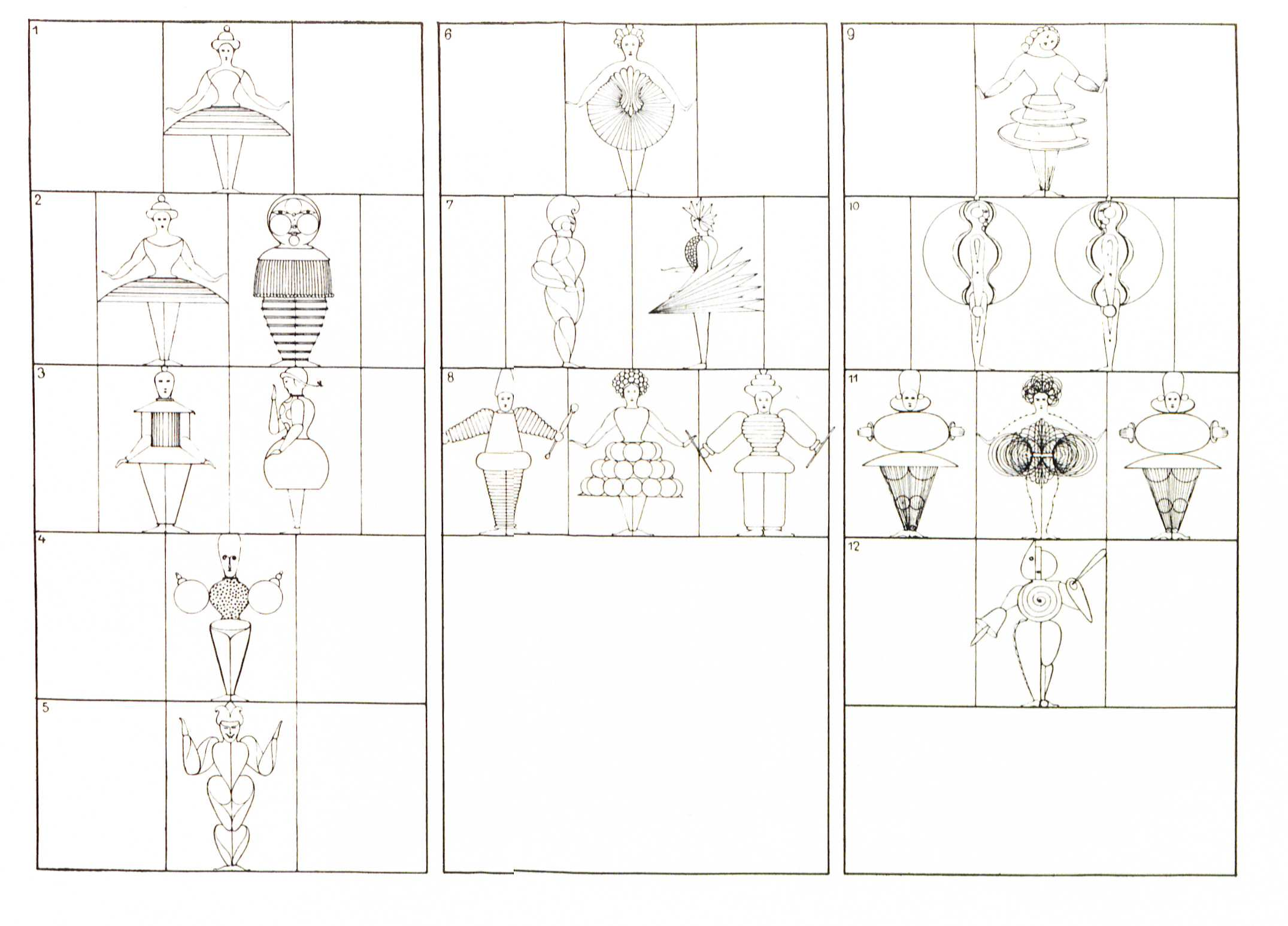
Coreografía Triádica Ballet

## Moscú 1929-1931

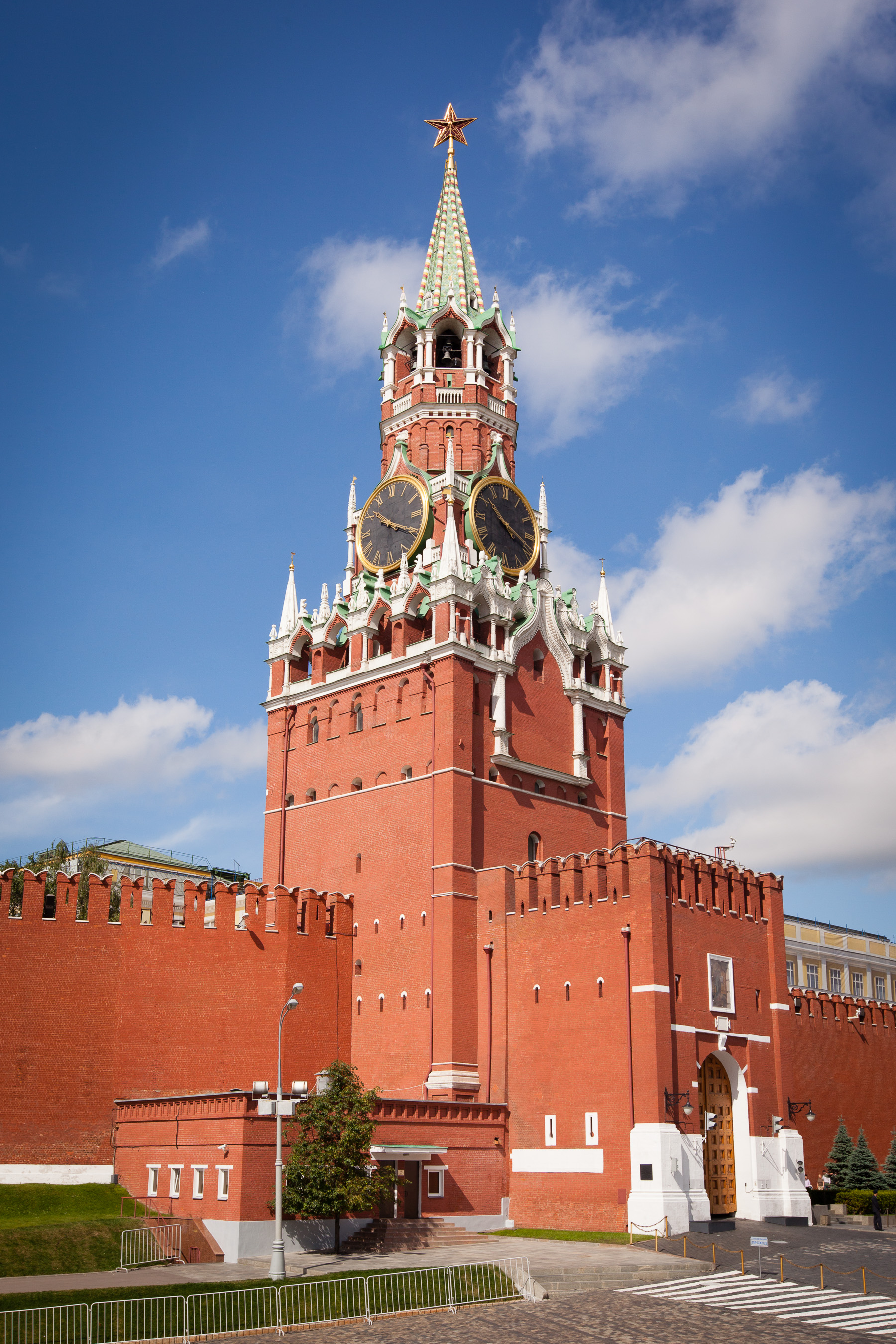
Torre del Redentor del Kremlin de Moscú

Desde julio de 1929 hasta agosto de 1930, los Schepers se establecieron en Moscú. Hinnerk Scheper, especialista en diseño de color, iba a crear un "Centro de consulta sobre el color en la arquitectura y los paisajes urbanos" (Maljarstroj ruso) para la Unión Soviética. En este periodo trabajaron juntos en los esbozos de color y Lou escribía artículos en alemán para el semanario Moskauer Rundschau (Revista de Moscú). En sus colaboraciones plasmaba la vida cotidiana de la gente en la gran ciudad con un toque artístico y de manera crítica. Al servicio de su marido, no publicó sus propias obras en Moscú y  apoyó a este en los problemas organizativos. Inspirada en las figuras del Ballet Triádico, creó collages de las formas básicas círculo, triángulo y cuadrado. Con su obra abstracta se opuso críticamente a la estandarización de la arquitectura y a los ciudadanos soviéticos. Pintó la vida callejera de Moscú con tinta y colores opacos. Lo que resultó un texto irónico con hábiles diseños pictóricos.

## El período del nacionalsocialismo

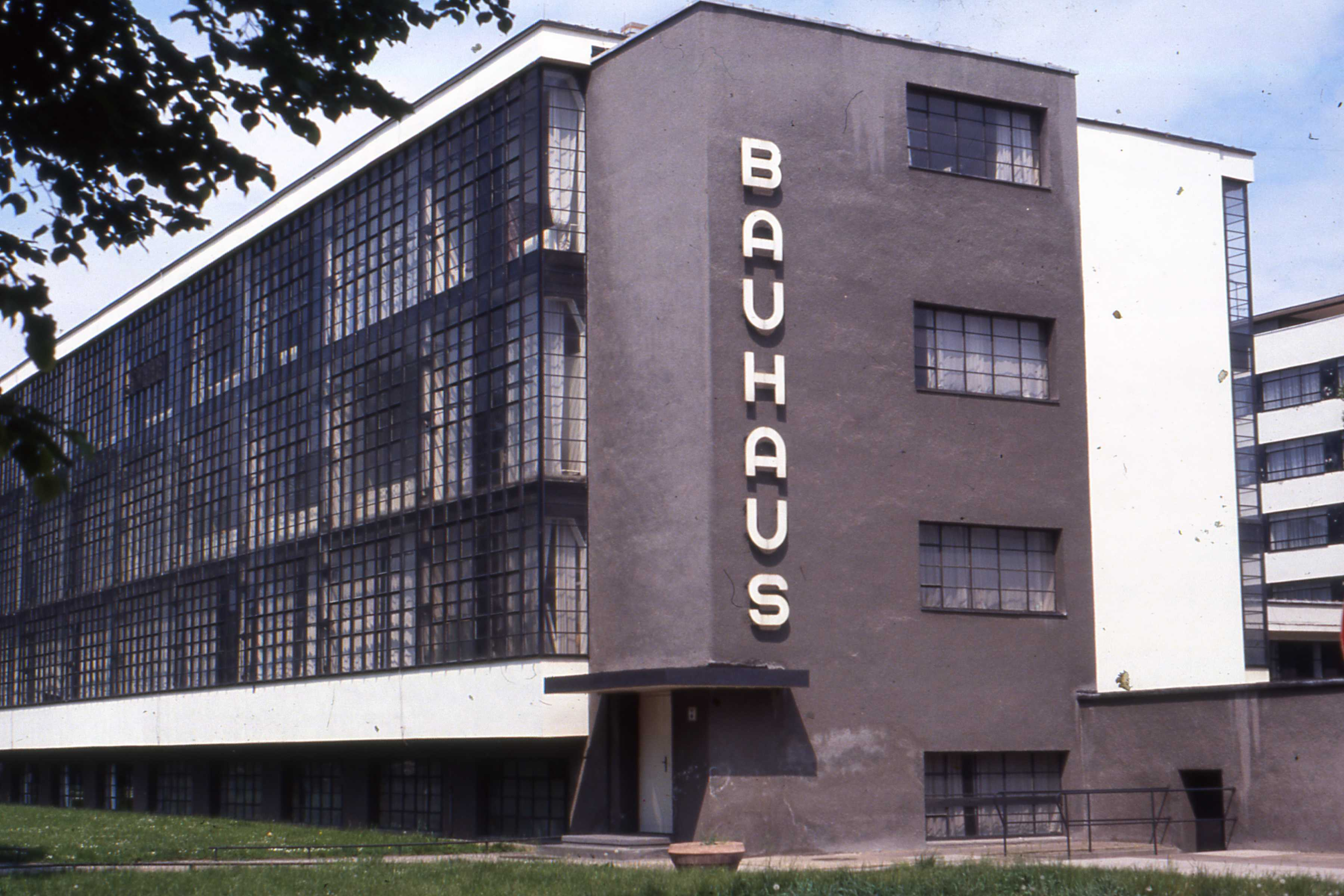
Das Bauhaus, Dessau, DDR de mayo de 1990 (5288787560)

Tras una nueva estancia más breve en Moscú en1931, los Schepers regresaron a la Bauhaus en Dessau, ahora bajo dirección de Ludwig Mies van der Rohe. Cuando la Bauhaus se trasladó en 1932 a Berlín, Lou también lo hizo.
Debido al empeoramiento de la situación política en Alemania en 1932, ya no era posible seguir cooperando con los colegas soviéticos. La magistratura de derechas en Dessau, la facción que lideraba el ayuntamiento desde 1931, recortó toda la financiación a la Bauhaus. Así, el primer día de octubre de 1932, se vio obligada a cerrar bajo una gran presión política. El edificio se utilizó como Gauführerschule del NSDAP. Mies van der Rohe quiso continuar la Bauhaus en Berlín financiándola con sus propios fondos bajo el nombre de "Instituto de Investigación y Enseñanza Libre" en la antigua fábrica de teléfonos de Steglitz, pero los fascistas le obligaron a cerrar el centro el 20 de julio de 1933. A partir de entonces, los profesores tuvieron que asegurarse su sustento con trabajos ocasionales. Algunos de ellos emigraron a Palestina y a Estados Unidos.
Desde el cierre de la Bauhaus en 1933, Lou Scheper-Berkenkamp trabajó como pintora autónoma en Berlín. Entre 1933 y 1945, Scheper-Berkenkamp diseñó varios libros infantiles, muchos de los cuales fueron publicados tras la Segunda Guerra Mundial por el editor Ernst Wunderlich, deLeipzig. Su hijo Dirk nació en Berlín en 1938. Lou acompañó a Hinnerk en su "Norddeutsche Reportage-Reisen" y escribió textos para sus diversas series fotográficas de paisajes. Las represiones en 1934 contra Hinnerk, a quien los nazis prohibieron unirse a la Asociación de Fotoperiodistas Alemanes del Reich, también cortaron esta fuente de ingresos para la familia. De manera que tuvieron que concentrarse en el diseño del color de las tabernas, los murales y los trabajos de restauración. Hinnerk Scheper hizo el servicio militar en Alemania de 1942 a 1945. Durante este tiempo, Lou mantuvo sola a la familia. Inventó cuentos ilustrados y libros infantiles que no se publicaron hasta tiempo después. La familia sobrevivió a los años de la guerra en completa reclusión.

## La posguerra
Lou Scheper-Berkenkamp vivió el final de la guerra en Badbergen con sus hijos Britta, Jan Giesbert, Dirk y sus padres, cuya casa en Wesel había sido destruida. En 1945, el magistrado de Berlín nombró a Hinnerk Scheper conservador de monumentos y curador estatal de Berlín y Lou lo apoyó en su trabajo. A partir de entonces se dedicó de nuevo a su obra artística y buscó la forma de publicar libros infantiles. Objetivo que consiguió en las mejores condiciones, gracias a su contacto con el editor Ernst Wunderlich, de Leipzig. 

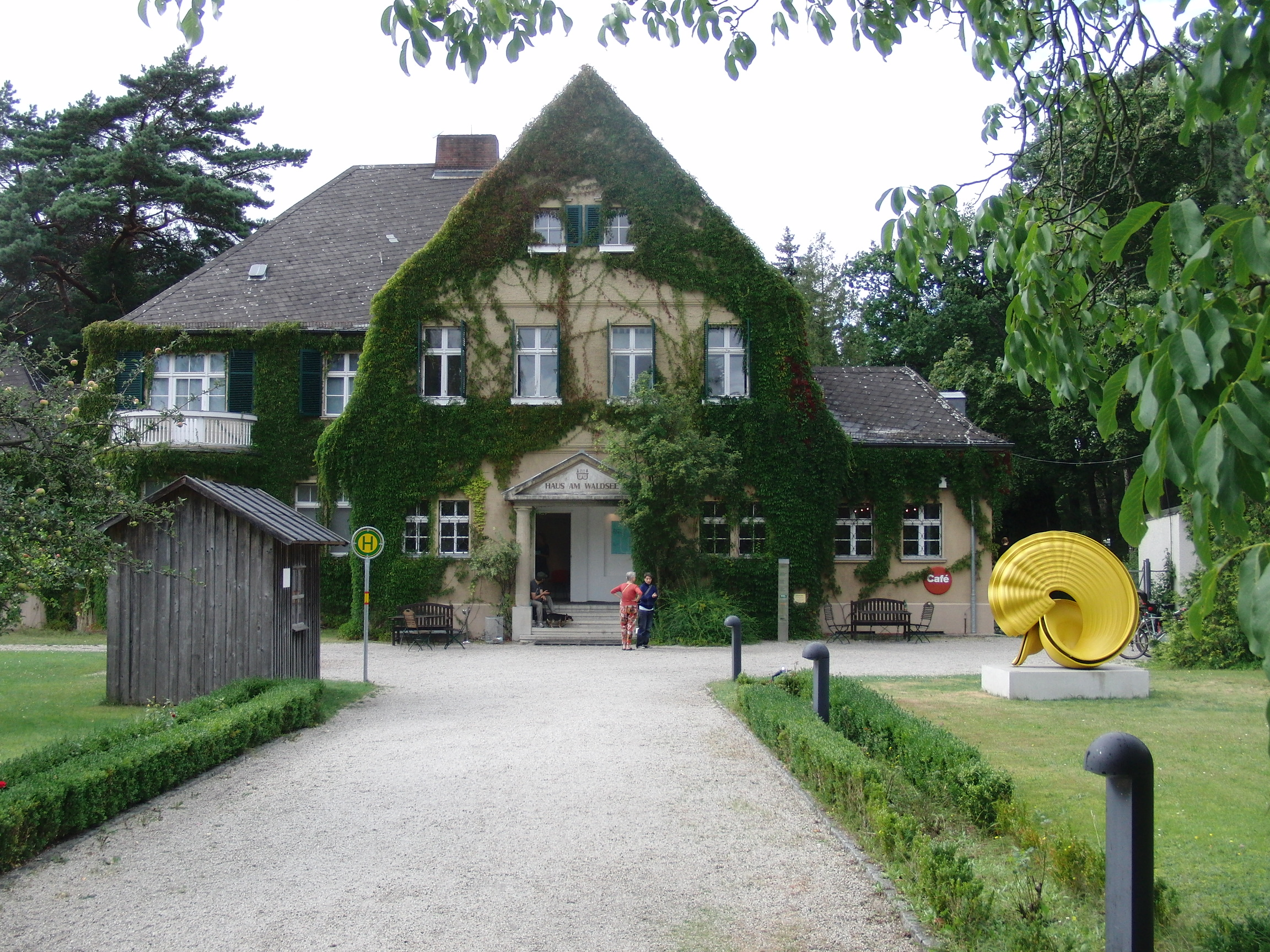
Casa en el Waldsee, Berlín

Entre 1950-51 participó en las "exposiciones de originales de libros ilustrados". Sus obras se expusieron en las "Casas de America" en Kassel, Darmstadt, Frankfurt, Gießen, Marburg y Wiesbaden. Estas instituciones estadounidenses se crearon en torno a 1950 en Alemania Occidental con el espíritu del trabajo educativo democrático de los Aliados. Una   atmósfera abierta donde Lou pudo desplegar el flujo narrativo de su arte.

### 1951 - Asociación de artistas de Berlín "The Ring"
En 1951 Lou Scheper-Berkenkamp fue cofundadora, y miembro de su junta hasta 1970, de la asociación de artistas de Berlín "The Ring". Entre sus socios estaban Erhard Groß, Wilhelm Peter August Helmstedt, Arno Mohr, Arthur Fauser, Peter Steinforth, Alfred Kubin, Wolf Röhricht, Siegmund Lympasik, Ulrich Knispel, Otto Eglau, Erich Waske, Georg von Stryk (Gory) Erich Fritz Reuter, Gerhart Schreiter y Hans Szym. Expuso con sus colegas artistas durante varios años en la "Haus am Waldsee" en Berlín-Zehlendorf. Además de participar en numerosas  exposiciones en BRD y en el extranjero,  colaboró activamente con la asociación hasta 1970. Entre 1956 y 1969 fue responsable conjunta de la celebración anual de Gran Exposición de Arte de Berlín. Después de la muerte de Hinnerk Scheper en 1957, Lou Scheper-Berkenkamp asumió sus tareas en el campo del diseño de color en la escena arquitectónica de Berlín. Entre otros trabajos, participó en el diseño de color de los interiores del último proyecto realizado por Otto Bartning, un hogar infantil de Berlín, la Filarmónica de Berlín de Hans Scharoun, el Museo Egipcio, varios edificios de Walter Gropius en Berlín Britz, Buckow, Rudow y el edificio del aeropuerto de Berlín-Tegel . Hasta su muerte, el 11 de abril de 1976, Lou Scheper-Berkenkamp trabajó en los conceptos de color para la Biblioteca Estatal de Berlín del arquitecto Hans Scharoun.

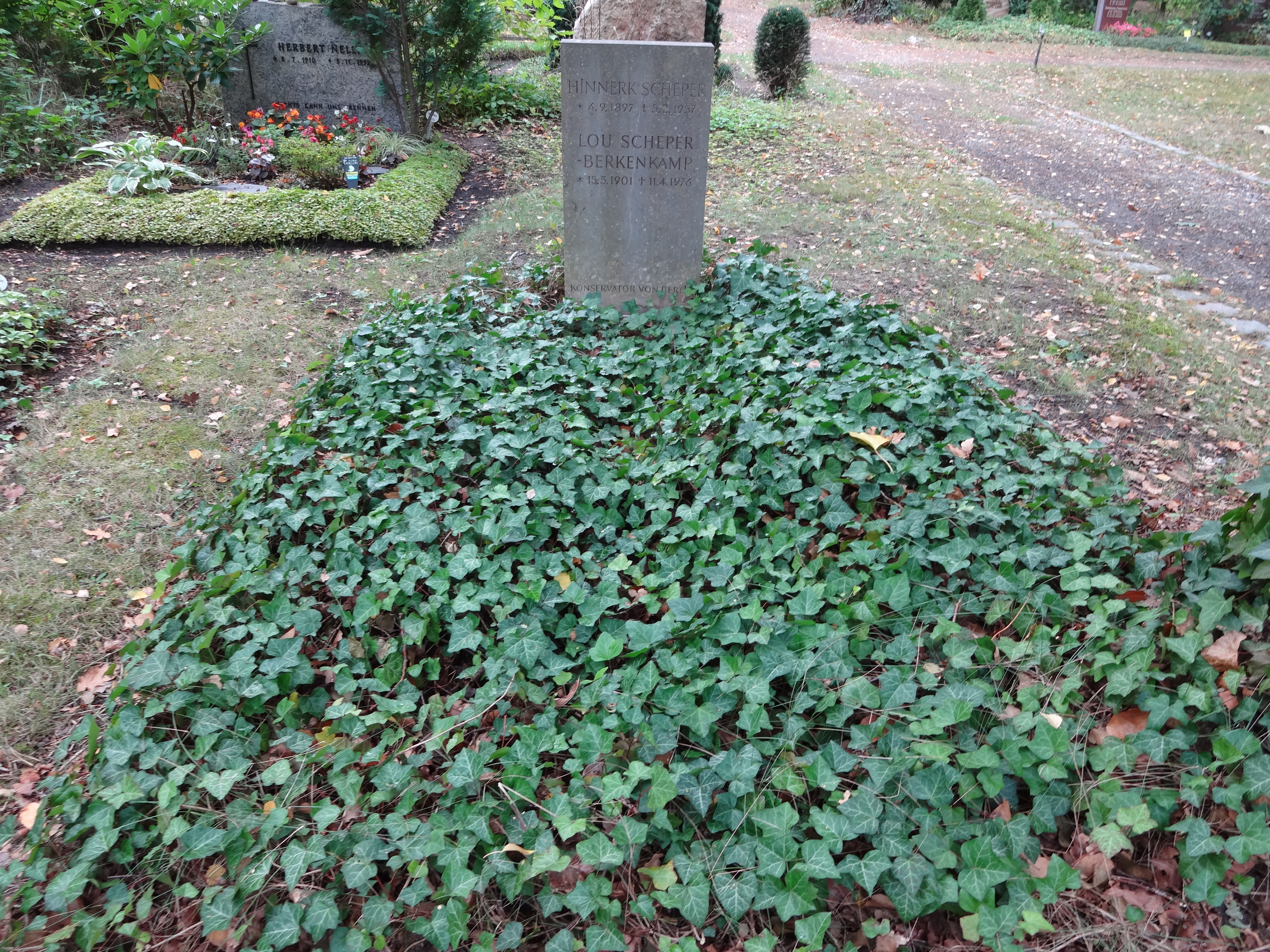
La tumba de Scheper-Berkenkamp en el cementerio Waldfriedhof Zehlendorf, Berlín.

Tras la muerte de su esposo en 1957, Scheper-Berkenkamp trabajó como colorista arquitectónica, participando en varios proyectos importantes, incluida la Filarmónica de Berlín de Hans Scharoun, el Museo Egipcio de Berlín y el aeropuerto de Berlín Tegel.
Lou Scheper-Berkenkamp murió el 11 de abril de 1976 en Berlín Occidental, en aquel momento un enclave sin salida al mar rodeado por completo por Alemania Oriental y conectado con el resto de Alemania Occidental por un corredor de carreteras. La tumba conjunta de la pareja se encuentra en el cementerio Zehlendorf.

## Obras

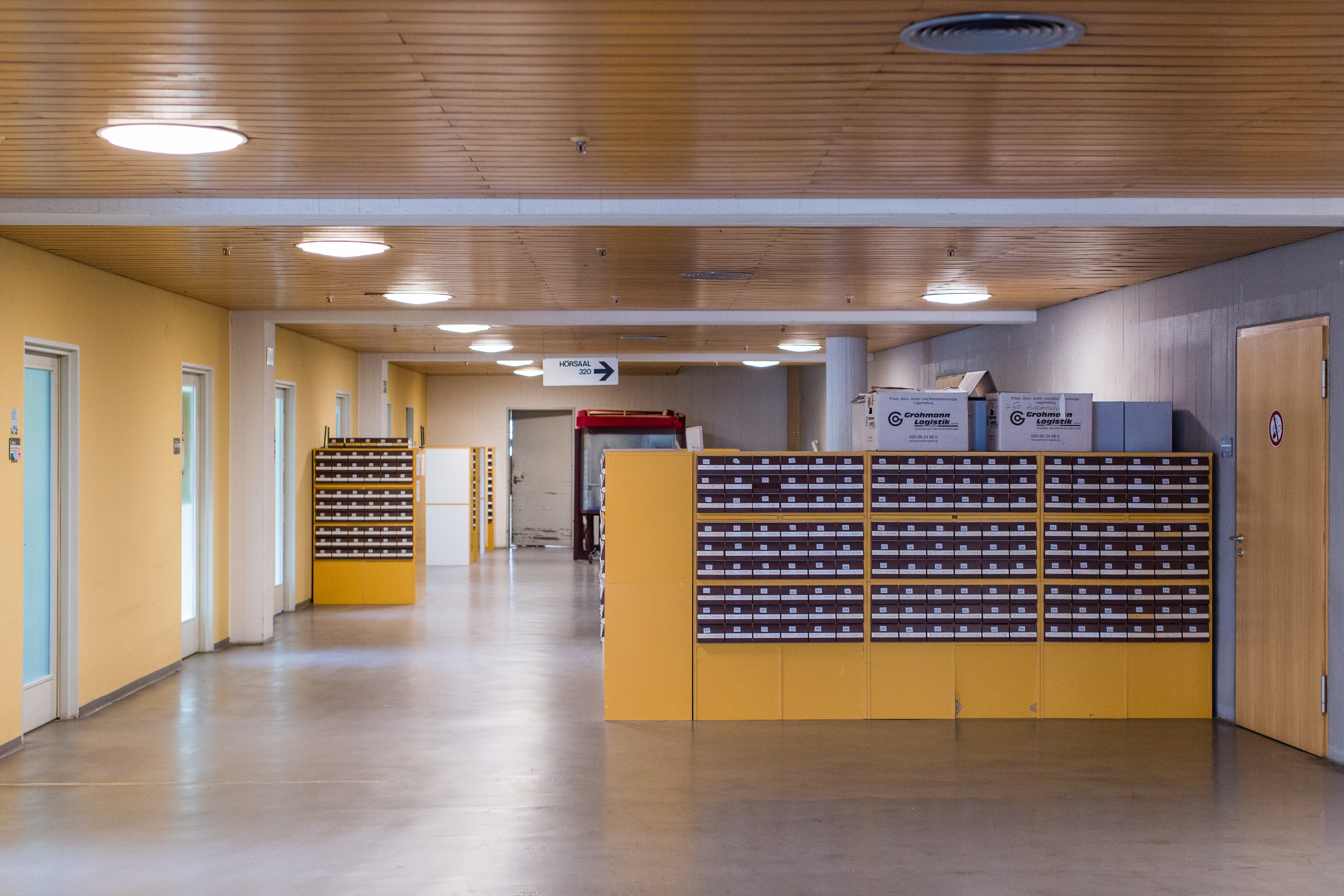
Biblioteca del Estado de Berlín, último trabajo de Lou Scheper-Berkenkamp.

## La familia Scheper
El 22 de diciembre de 1922 se casó con  Hinnerk Scheper (Gerhard Hermann Heinrich Scheper) en la iglesia de la ciudad de San Pedro y San Pablo de Weimar .Hijos del matrimonio:Jan Gisbert (* 7 de noviembre de 1923),Britta (* 28 de marzo de 1926; † 14 de enero de 2012) y Dirk (* 21 de agosto de 1938).

## Obras literarias
- Exposición de arte de Lou Scheper-Berkenkamp, mayo a junio de 1948, Staatl. Schlossmuseum Rudolstadt. Autora: Lou Scheper-Berkenkamp. Editorial: Rudolstadt Heidecksburg Directorate of the Staatliches Schlossmuseum 1948.
- Lou Scheper: Witnessed and helped to the shape - from the bauhaus to today. En I-Dot COLOR. Düsseldorf 3/1964.
- Scheper, Lou: Reviw. En Neumann, Eckhard (Ed.): Bauhaus y Bauhäusler. Memories and Confessions. Libros en rústica de Dumont. Colonia: DuMont 1985 (EA Bern, Stuttgart 1971).
- The Narkomfin  Community House in Moscow, 1928-2012: Dom Narkomfina (Ruso Дом Наркомфина) - The House  of the People's Commissariat of Finance: y el ICOMOS - ISC 20C - Documento de Madrid 2011. Autor: Moissei Jakowlewitsch Ginsburg; Hinnerk Scheper; Lou Scheper-Berkenkamp; Johannes Cramer; Anke Zalivako, et al.
- Phantastics: el Bauhäusler Lou Scheper-Berkenkamp. Autores: Lou Scheper-Berkenkamp; Annemarie Jaeggi; Edzard Reuter; Dirk Scheper; Renate Scheper; Todos los autores Verlag Bramsche: Rasch, 2012.
- Formas de preservar el patrimonio arquitectónico del siglo XX : Autores M IA. Ginzburg; Hinnerk Scheper; Lou Scheper-Berkenkamp; Johannes Cramer; Anke Zalivako, et al. Verlag: Petersberg: Michael Imhof, 2013.

### Cartas ilustradas de Lou Scheper a Marie-Luise Betlheim y Hinnerk Scheper
- Baushausovka Lou Scheper za Marie-Luise Betlheim: Weimar, Dessau, Berlín, 1922-1936. autora Lou Scheper-Berkenkamp) Editorial: Zagreb: UPI2M PLUS y Museo de Arte Contemporáneo, 2015.[13]
- Mapa de las cartas ilustradas de Lou Scheper a Marie-Luise Betlheim ( Mapa ilustriranih pisama croata Lou Scheper za Marie-Luise Betlheim ) Autora: Korana Sutlić Objavljeno (Publicado): 10.06.2015 a las 07:18[14]
- Cartas ilustradas para mujeres Hinnerk Scheper Bauhaus: una perspectiva global de Elizabeth Otto y Patrick Rössler, editor HERBERT PRESS, 2019.[3]

### Libros ilustrados
- Knirps, ein ganz kleines Ding Ernst Wunderlich, distrito 1 al 25, Ts. 1948. Impresión offset a seis colores, 16 págs. 10,5 × 14,8 cm. Grapado. Reimpresión: Berlín: Archivo Bauhaus 2012.
- Muñeca Lenchen. Leipzig: Ernst Wunderlich, 1948. Impresión offset a seis colores, 16 págs. 10,5 × 14,8 cm. Grapado. Reimpresión: Berlín: Archivo Bauhaus 2012.
- Tönnchen, Knöpfchen und andere . Leipzig: Ernst Wunderlich 1948. Impresión offset a seis colores, 12 págs. 10,5 × 14,8 cm. Grapado.
- Las historias de Jan y Jon y de su pez piloto. Leipzig: Ernst Wunderlich, 1948. impresión offset a ocho colores, 20 p. 29,7 × 21 cm. Libro de bolsillo.

### Manuscritos de libros infantiles
- Bälkchen erzählt seine Geschichte 1948 . Hasta 15.000. Liz. 154,20 pág. 29,7 × 21 cm (anunciado "En preparación").
- Die ernsthafte Geschichte von den vertriebenen und wieder versöhnten Gestirnen . Para niños de 8 a 14 años y para sus padres, siempre que no hayan crecido demasiado. Permiso de impresión del Cultural Advisory Council for Publishing de abril de 1948. ed. 20.000. 48 p. 29,7 × 21 cm (anunciado "En preparación").
- Los niños secantes y su perro. 16 S. (anunciado en 1948).
- Blümchens Abenteuer, eine wunderliche Geschichte. 14 S. (anunciado en 1948).
- The Vain Little Girl Story (1949).
- Sonderbare Reise eines kleinen Mädchens namens Tüttchen und eines namenlosen aber goldenen Kirchturmhahnes (1949).
- Carnaval (1949).
- La historia del último sueño de un niño (1949).

## Literatura
- Canon Constitution and Canon Change in Children's Literature, editado por Bettina Kümmerling-Meibauer, Anja Muller / Routledge New Yorg and London 2017ISBN 978-1-138-93054-4 (hbk)ISBN 978-1-315-68038-5 (ebk). Ecos de vanguardia: Lou Scheper-Berkenkamp y la estética de la Bauhaus p.130.
- Dirk Scheper: datos biográficos sobre la vida de Lou Scheper-Berkenkamp, Berlín, 1987, Archivo Bauhaus de Berlín.
- Ulrike Müller: mujeres de la Bauhaus. Maestría en Arte, Artesanía y Diseño, Munich 2009
- Barbara Murken: "En realidad, prefiero sentarme a vuelo de pájaro que en una silla..." El mágico mundo de las imágenes de la artista de la Bauhaus Lou Scheper-Berkenkamp, en: The Book Castle. Noticias de la Biblioteca Internacional de la Juventud 2009, Munich 2010, págs. 77–84.
- Archivo Bauhaus de Berlín / Museo del Diseño, Fantásticos: The Bauhäusler Lou Scheper-Berkenkamp, Berlín 2012.
- Lou Scheper-Berkenkamp. En: Elizabeth Otto, Patrick Rösler (Ed.): Mujeres en la * Bauhaus. Pioneering women artists of the modern age. Knesebeck, Múnich 2019. ISBN 978-3-95728-230-9. páginas. 44-45.
- Lou Scheper-Berkenkamp. Catálogo del Staatl. Schlossmuseum Rudolstadt. Texto: Suse Wintgen. Rudolstadt 1948.
- Detlef Hoffmann: Historia de las muñecas. En: Doderer, Enciclopedia de literatura infantil y juvenil, 1979, págs. 99-104.
- Bettina Hürlimann: libros infantiles europeos en tres siglos. Zúrich, Friburgo: Atlantis 1959.